# Schloss Rain bei Grafenstein

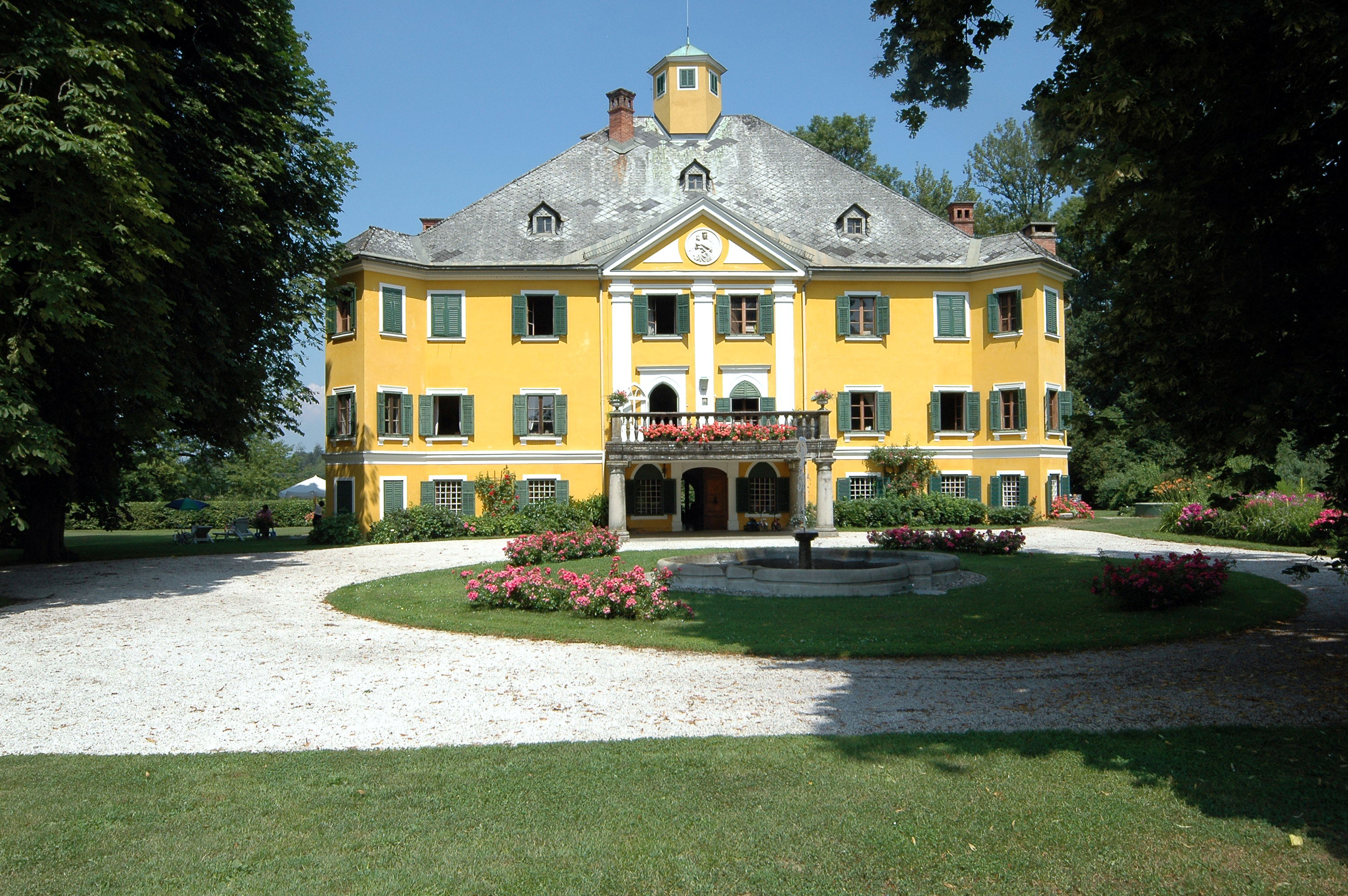
Schloss Rain in Kärnten (2006)

Schloss Rain ist ein Schloss in der Kärntner Gemeinde Grafenstein. Es liegt nordwestlich des Hauptortes, an der Abzweigung der Bundesstraße Klagenfurt-Völkermarkt zur Grafensteiner Landstraße.
Das Schloss ist ein kubischer, dreigeschoßiger Bau mit Ecktürmen und einem Pyramidendach. Das im 16. Jahrhundert erstmals urkundlich erwähnte Gut unterstand damals der Herrschaft Neudenstein. 1565 war Stephan Rainer Inhaber, dessen Sohn Christof ist für die Alternativbezeichnung Christofgut verantwortlich. Zu Anfang des 17. Jahrhunderts gehörte das Gut denen von Dietrichstein, ehe der Besitz 1637 an Ehrenreich Khulmer zu Rosenbichl überging. Das 18. Jahrhundert war gekennzeichnet durch den fortschreitenden Ausbau zur heutigen Form des Schlosses, aber auch durch Unstetigkeiten am Besitz. 1735 befand sich etwa das Klagenfurter Bürgerspital am Besitz, 1737 der Gewerke Max Egger. Nach dem Konkurs 1809 wurde das Gut 1827 öffentlich versteigert. Während dieser Zeit war Mathias Geiger (1781–1844) Inhaber. Nach der Versteigerung war Ferdinand Ritter von Findenigg am Besitz, ehe es 1862 von Gustav von Metnitz erworben wurde. Dessen am Schloss geborener Sohn Gustav von Metnitz d. J. wurde später Bürgermeister von Klagenfurt. 1888 ging der Besitz über an Georg Ritter von Gutmannsthal-Benvenuti, dessen Sohn Felix 1905 das zweite Stockwerk aufsetzen ließ. Seit 1928 ist das Schloss im Besitz der Familie Czernin von und zu Chudenitz.